# Moschea Gül
La moschea Gül (in turco Gül Camii, sign. "moschea della rosa") è una ex chiesa ortodossa convertita in moschea dagli Ottomani, situata a Istanbul, in Turchia. L'edificio è importante sia architettonicamente, rappresentando una delle poche chiese bizantine ancora esistenti ad Istanbul, sia dal punto di vista storico, in quanto teatro dell'ultima preghiera congiunta dell'Imperatore bizantino Costantino XI e del Patriarca di Costantinopoli prima della presa della città da parte degli ottomani di Maometto II nel 1453.
La dedica della chiesa bizantina è incerta, e non si hanno notizie precise neanche sulla data di costruzione: alcuni studiosi la pongono intorno al IX secolo, altri la stimano intorno al 1100, durante il periodo Comneno. Nel 1490, l'edificio venne convertito in moschea, alla quale alcuni decenni più tardi fu aggiunto un minareto. In seguito a gravi danni causati da incendi e terremoti nel corso del Seicento e del Settecento, la moschea della rosa fu oggetto di numerosi interventi di restauro, sino all'ultimo, compiuto nella prima metà del XIX secolo per volere del sultano Mahmud II. L'edificio è anche al centro di leggende e tradizioni della vecchia Istanbul, testimoni di una società multietnica e tollerante.

## Ubicazione

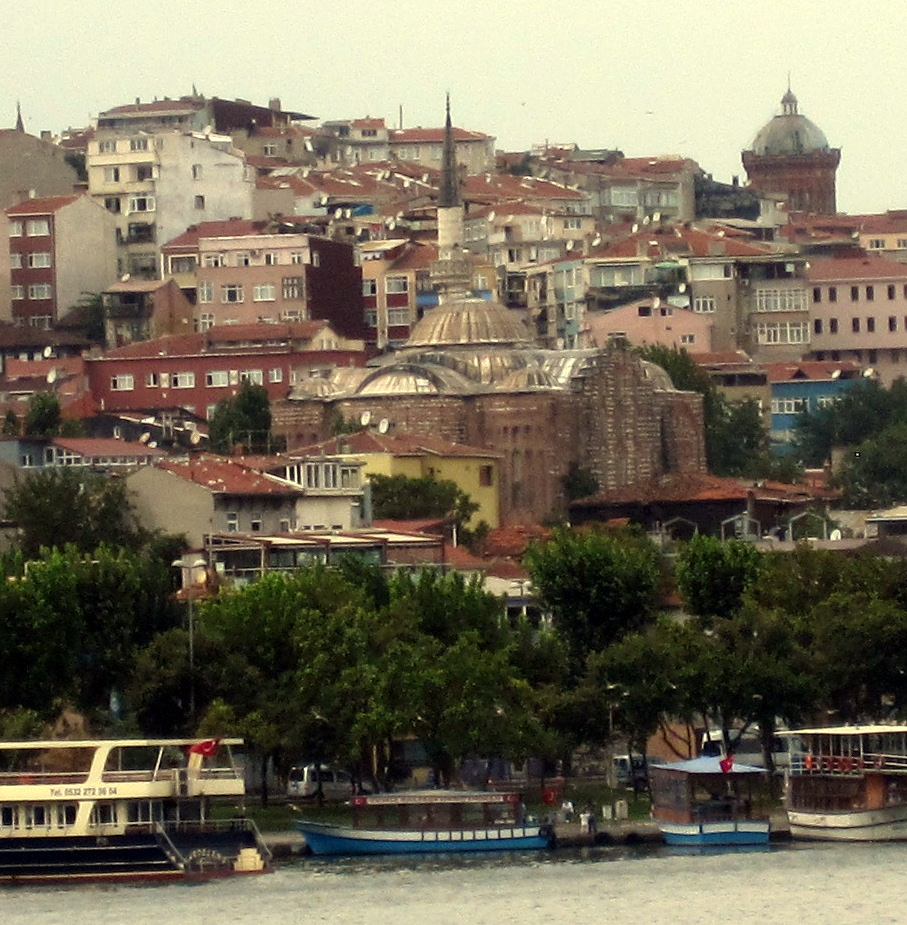
La moschea vista dal Ponte di Atatürk con il Corno d'Oro in primo piano. Sullo sfondo, il quartiere del Fener con la cupola del Megàli tou Gènou scholè, la più grande scuola Rûm (Greca) d'Istanbul

L'edificio si trova a Istanbul, nel distretto di Fatih, nel quartiere di Ayakapı (Turco: "Porta della Santa"), su  Vakif Mektebi Sokak. Esso è situato alla fine della valle che divide la quarta e la quinta collina di Costantinopoli, e dalla sua posizione dominante si affaccia sul Corno d'Oro. La moschea è aperta giornalmente alle visite, al di fuori delle cinque preghiere quotidiane.

## Identificazione
Si tratta di uno dei più importanti edifici religiosi bizantini di Costantinopoli ancora esistenti. Tuttavia la data di costruzione e la sua dedica, che per lungo tempo sembravano certe, sono ora oggetto di confronto tra gli studiosi. È stata identificata sia con la chiesa appartenente al convento di Santa Teodosia (in greco Μονή τής Άγιας Θεοδοσίας εν τοις Δεξιοκράτους?, Monē tis Hagias Theodosias en tois Dexiokratous) sia con quella del monastero di Cristo Benefattore (in greco Μονή του Χριστού του Ευεργέτου?, Monē tou Christou tou Euergetou).

### Il problema della dedica
L'edificio, da quando il predicatore tedesco Stephan Gerlach lo visitò nel tardo quindicesimo secolo, è sempre stato identificato con la chiesa di Hagia Theodosia en tois Dexiokratous. All'inizio del novecento, lo storico Jules Pargoire propose invece l'identificazione con la chiesa di Hagia Euphēmia en tō Petriō, costruita durante il regno di Basilio I (867-886), e spiegò brillantemente il mutamento della sua dedica.
L'archeologo tedesco Hartmut Schäfer, dopo alcuni studi da lui effettuati nel 1960 sulla datazione del basamento, ha stimato la data di costruzione dell'edificio tra la fine dell'undicesimo e la prima metà del dodicesimo secolo, ponendolo così nel periodo comneno, ed identificandolo ipoteticamente con la chiesa del monastero di Christos Euergetēs. Egli esclude la possibilità che la moschea Gül sia l'edificio in cui venne traslato il corpo di santa Teodosia dopo la fine del periodo iconoclasta. D'altra parte, egli non esclude la possibilità che l'edificio potesse essere stato dedicato a santa Teodosia in un periodo successivo.

## Storia

### Periodo bizantino

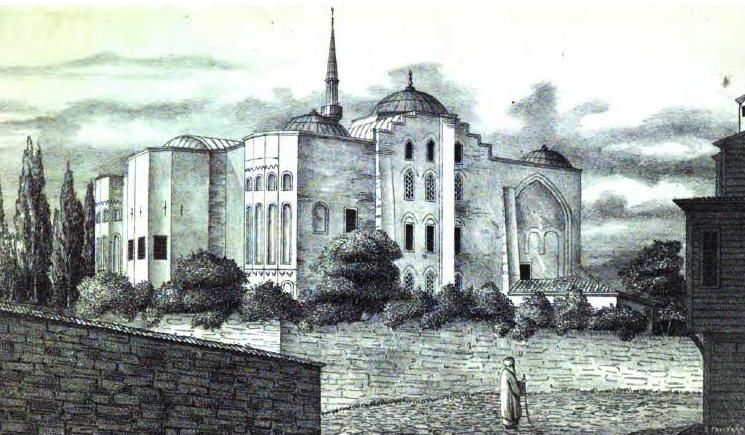
La moschea in un disegno del 1877, da Paspates, Studi topografici bizantini

Il 19 gennaio 729, all'inizio delle persecuzioni del periodo iconoclasta, l'imperatore Leone III Isaurico dispose la rimozione di un'immagine di Cristo che era posta sopra la Chalke, l'entrata principale del Gran Palazzo di Costantinopoli. Mentre un funzionario stava eseguendo l'ordine, un gruppo di donne si riunì per impedirne l'esecuzione, ed una di loro, una suora di nome Teodosia, lo fece cadere dalla scala dove si trovava. L'uomo morì e Teodosia fu catturata e condannata a morte. La condanna venne eseguita nel Forum Bovis perforandole il collo con il corno di un ariete.
Dopo la fine dell'iconoclastia, Teodosia venne riconosciuta come martire e santa, e il suo corpo fu conservato e venerato nella chiesa di Hagia Euphemia en tō Petriō, nel quartiere chiamato Dexiokratiana, così chiamato dalle case di proprietà di un certo Dexiokrates. La chiesa e il convento annesso furono eretti dall'imperatore Basilio I alla fine del IX secolo. Il monastero ospitò le sue quattro figlie, le quali furono tutte sepolte nella chiesa annessa. La basilica di Santa Eufemia si trovava nei pressi del Monastero di Christos Euergetes, la cui data di fondazione è sconosciuta. Si sa solo che venne restaurato dal protosebastos Giovanni Comneno, figlio di Andronico I Comneno e fratello del co-imperatore Giovanni, che morì combattendo nella battaglia di Miriocefalo nel 1176. Il 12 aprile 1204, durante la quarta crociata, la flotta latina si riunì di fronte al monastero dell'Euergetes prima di attaccare la città. Durante l'Impero latino, la marina imperiale ebbe il suo ancoraggio di fronte al monastero, ed il porto militare fu mantenuto lì da Michele VIII Paleologo anche dopo la restaurazione dell'impero bizantino. Molte sacre reliquie custodite nella chiesa vennero saccheggiate dai Crociati e numerose fra queste vennero trasportate nelle chiese di tutta l'Europa occidentale.

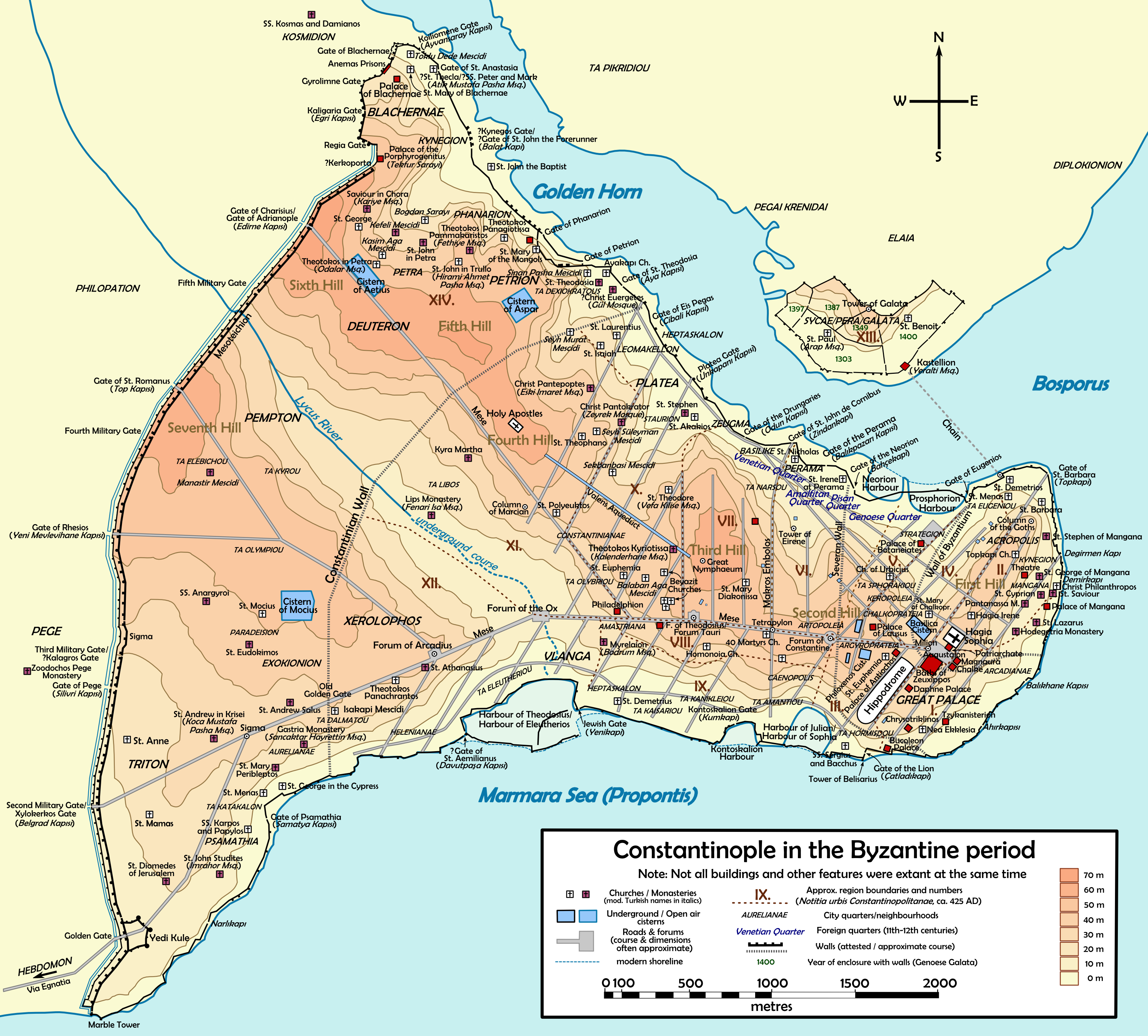
Carta di Costantinopoli Bizantina. L'edificio si trova circa a metà della sponda meridionale del Corno d'Oro.

Il culto di Teodosia crebbe col tempo fino a che, dopo l'undicesimo secolo, la chiesa prese il suo nome. Poiché la festa di santa Eufemia cadeva il 30 maggio, e quella di un'altra Teodosia, santa Teodosia di Tiro cadeva il giorno precedente, alla fine il 29 maggio divenne la festa di Hagia Theodosia hē Konstantinoupolitissa ("santa Teodosia da Costantinopoli").
Hagia Theodosia divenne uno tra i santi più venerati a Costantinopoli, invocata in particolare dagli infermi. La fama della santa si accrebbe dopo la guarigione di un sordomuto, avvenuta nel 1306. La chiesa è spesso citata dai pellegrini russi che visitarono la città fra il XIV secolo e l'inizio del XV, ma a volte viene confusa con quella dedicata a Cristo Evergete, che, come già detto, si trovava vicino ad essa. Due volte la settimana si svolgeva una processione nelle strade circostanti. In quell'occasione le reliquie ospitate nella chiesa venivano trasportate nel quartiere, seguite da una gran folla di malati che pregavano per la loro guarigione.
La chiesa è citata per l'ultima volta il 28 maggio 1453. In quel giorno, vigilia sia della festa della Santa che anche della fine dell'Impero bizantino, l'imperatore Costantino XI Paleologo andò a pregare insieme con il patriarca nella chiesa, ornata da ghirlande di rose per l'occasione. Poi Costantino la lasciò per recarsi all'ultima battaglia. Molte persone rimasero tutta la notte nell'edificio, pregando per la salvezza della città. La mattina seguente le truppe ottomane, dopo essere entrate in città, raggiunsero la chiesa, ancora adorna di fiori, e catturarono tutte le persone che si erano radunate all'interno, considerandole come prigioniere di guerra. Secondo la tradizione popolare questo è il motivo per cui l'edificio è stato chiamato in seguito "moschea della Rosa". Le reliquie furono distrutte e il corpo della santa fu dato in pasto ai cani.

### Periodo ottomano

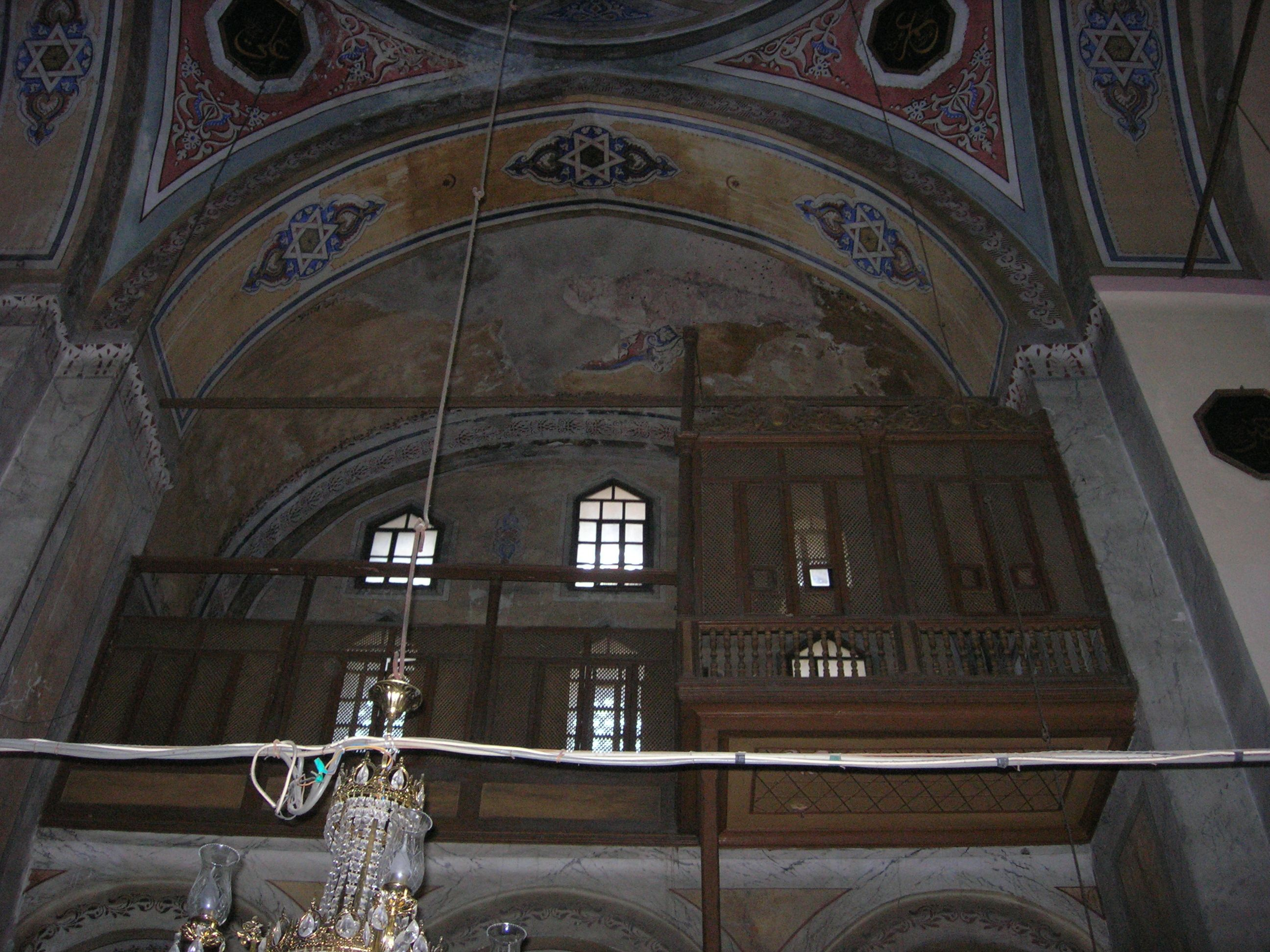
La galleria sud-ovest con la loggia in legno del Sultano

Dopo la conquista ottomana, il basamento dell'edificio, che nel frattempo era caduto in rovina, venne usato come cantiere navale. Vicino al palazzo, Seyhülislam Molla Husrev Mehmet Effendi (morto nel 1480) istituì un Waqf (fondazione pia) e nelle vicinanze eresse una piccola moschea (Küçük Mustafa Pasa Mescidi) ed un bagno turco (Küçük Mustafa Pasa Hamami), ancora oggi esistente.
Alcuni anni più tardi, nel 1490, l'edificio in rovina fu riparato e trasformato in una moschea. Un minareto fu eretto tra il 1566 e il 1574, sotto Selim II, da Hassam Pascià, un fornitore della Marina da guerra Ottomana. Da questo momento, la moschea viene spesso associata al suo nome. Tra il 1573 e il 1578, durante il suo soggiorno a Istanbul, il predicatore Stephan Gerlach visitò la moschea, identificandola con la chiesa di Hagia Theodosia. Durante questo secolo, la moschea vide la predicazione del locale sant'uomo Gül Baba, che sarebbe stato poi sepolto nell'edificio. È anche possibile che la moschea abbia preso il nome da lui.
Nel corso del seicento e del settecento, l'edificio fu gravemente danneggiato nelle sue parti superiori da terremoti. Il Sultano Murad IV lo fece restaurare, ricostruendo la cupola con i pennacchi, quasi tutto il lato ovest, le volte agli angoli sud-ovest e nord-ovest ed il minareto.
La moschea venne risparmiata dal grande incendio che devastò il quartiere nel 1782, e fu nuovamente restaurata dal sultano Mahmud II (1808-1839), che aggiunse una loggia sultanale in legno.

## Architettura

### Esterno

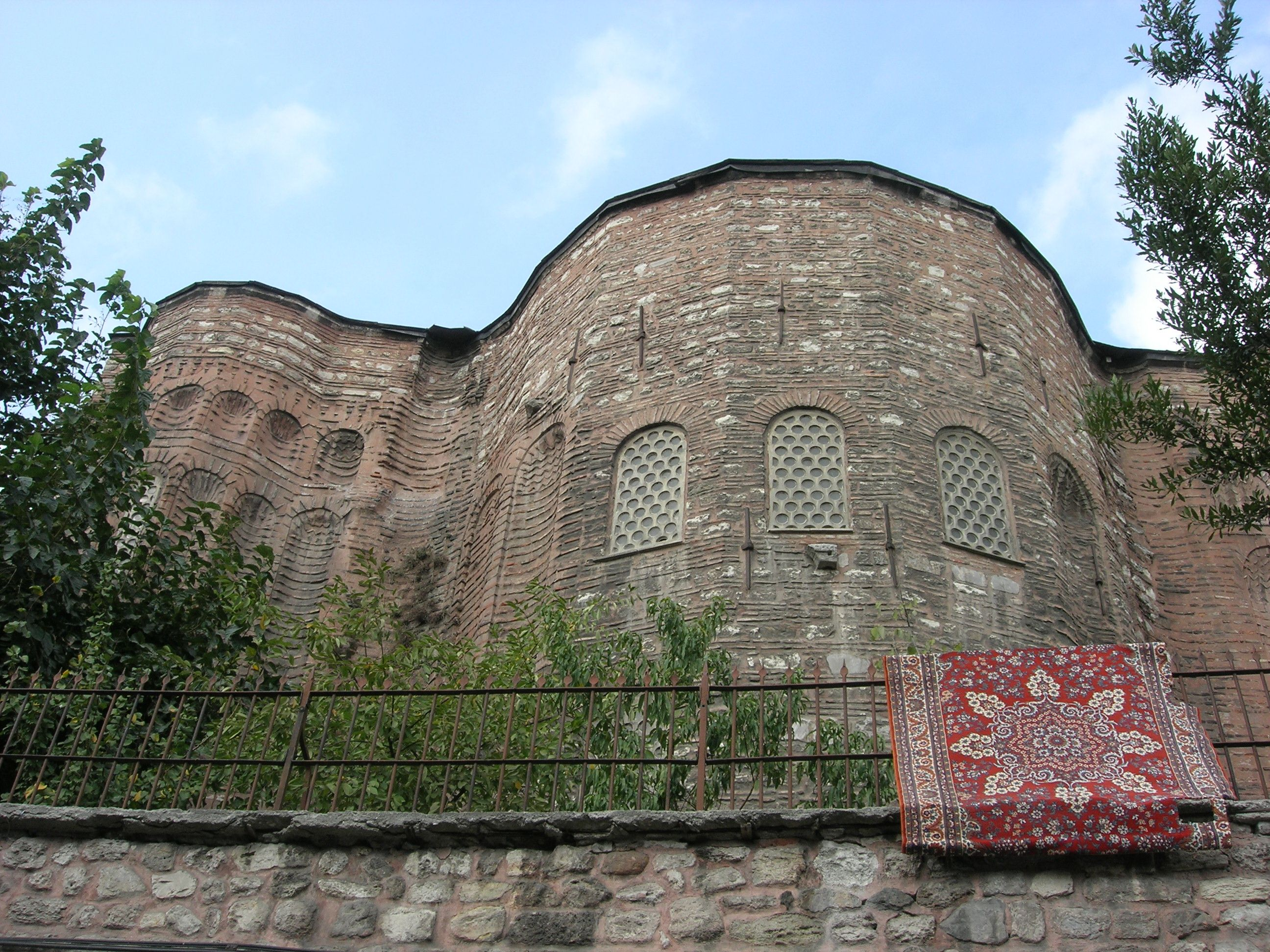
Particolare delle absidi viste da sud-est. È evidente la differenza fra la muratura delle parti superstiti bizantine (in basso) e quella dei successivi restauri ottomani (in alto).

L'edificio poggia su un alto basamento a volta, che fu utilizzato anche durante il periodo bizantino, ma solo per scopi profani. La muratura del piano interrato è stata realizzata adottando la tecnica del "mattone incassato", tipica dell'architettura bizantina del periodo centrale. In questa tecnica, file alternate di mattoni sono montate dietro la linea del muro: i mattoni sono immersi in un letto di malta, il cui spessore è di circa tre volte superiore a quella degli strati di mattoni.
La moschea ha una pianta a croce inscritta, ed è orientata in direzione nord-ovest - sud-est. Essa è lunga 26 metri e larga 20 metri, ed è sormontata da cinque cupole, una sopra la navata centrale e le altre, più piccole, poste ai quattro lati. La cupola centrale, che ha un tamburo esterno basso e senza finestre poggiante su quattro pilastri, è ottomana, così come le ampie arcate ogivali che la sorreggono.
La cupola originale, simile a quella della moschea Kalenderhane, poggiava originariamente su di un alto tamburo forato da finestre. L'esterno dell'edificio è abbastanza imponente. Lungo la facciata sud-est, l'abside centrale, con sette lati, e quelle laterali, con tre lati, sono fortemente aggettanti. L'abside centrale sembra essere una ricostruzione bizantina tarda. Infatti essa, a differenza delle absidi laterali, non possiede i quattro ordini di cinque nicchie adornate da motivi ornamentali ricavati dalla disposizione dei mattoni. Sopra le nicchie corre un cornicione.
Lo stile delle absidi laterali assomiglia fortemente a quello della chiesa di Cristo Pantocratore, ed è un ulteriore elemento a favore della datazione dell'edificio nel periodo comneno.

### Interno

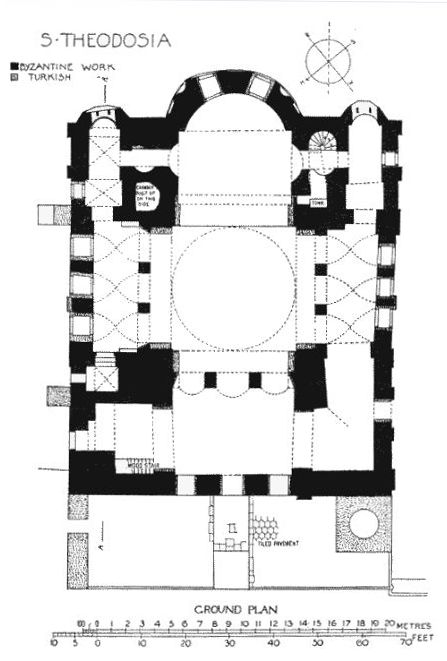
Pianta del piano terra della moschea

L'interno dell'edificio è stato intonacato e decorato nel diciottesimo secolo. Vi si entra attraverso un portico in legno, che conduce ad un basso nartece sormontato da una volta a botte. Da qui una tripla arcata conduce all'alta navata, fiancheggiata da gallerie che formano i bracci laterali della croce. Le gallerie poggiano su triplici arcate sostenute da pilastri quadrati. La navata termina a sudest con il bema, concluso dall'abside e separato tramite i due pilastri orientali dalla prothesis e dal diakonicon, piccole cappelle laterali tipiche dell'architettura religiosa bizantina a partire dal periodo di mezzo. Queste ultime sono anch'esse concluse da due piccole absidi. L'orientamento dell'abside a sudest, all'incirca la direzione della Mecca, ha permesso la costruzione del miḥrāb al suo interno.
Al piano superiore (riservato alle donne), le due gallerie laterali terminano anch'esse con due piccole cappelle, situate rispettivamente sopra la prothesis ed il diakonicon. Entrambe le cappelle sono sormontate da cupole emisferiche costruite direttamente sopra i pennacchi.
La luce entra nell'edificio attraverso cinque ordini di finestre, tre dei quali appartenenti alle gallerie. Alcune delle finestre risalgono all'epoca ottomana.
All'interno di ciascuno dei due pilastri orientali della cupola è ricavato un piccolo ambiente. Quello a sud-est contiene la presunta tomba del Santo ottomano Gül Baba. Sopra il suo ingresso si trova la seguente iscrizione in turco-ottomano:
che testimonia il sincretismo religioso esistente ad Istanbul nel sedicesimo secolo. La camera, in origine, era forse la tomba di santa Teodosia. Una tradizione che vuole che uno dei pilastri nasconda il luogo di sepoltura dell'ultimo imperatore bizantino, nacque solo nell'Ottocento ed è priva di fondamento.
Insieme alle moschee di Eski Imaret e Vefa, l'edificio è considerato una delle più importanti chiese bizantine con pianta a croce iscritta di Istanbul.